# 小科羅溫齊
50°0′41″N 28°15′53″E / 50.01139°N 28.26472°E
小科羅溫齊（烏克蘭語：Малі Коровинці），是烏克蘭北部的村莊，隸屬日托米爾州的日托米爾區。該村面積1.7平方公里，海拔高度265米，2001年人口455，人口密度每平方公里267.33人。